# Valerij Gorjušev
Valerij Leonidovič Gorjušev (in russo Валерий Леонидович Горюшев?, anche traslitterato Goriouchev; Sverdlovsk, 26 aprile 1973 – Mosca, 28 aprile 2014) è stato un pallavolista russo.

## Palmarès
- 1 Supercoppa italiana: 1999
- 1 Coppa CEV / Challenge Cup: 1997